# René de Mornay
Pour les articles homonymes, voir Mornay.
René Mornay de Montchevreuil est un ecclésiastique français. Il est le fils d'Henri de Mornay et de Marguerite Boucher d’Orsay.
Il est nommé en octobre 1717 archevêque de Besançon mais il n'accéde à cette fonction que le 6 mai 1720. Durant ce temps il vit à Lisbonne où il est ambassadeur.

## Sources et références
1. ↑  http://racineshistoire.free.fr/LGN/PDF/Mornay.pdf
2. ↑  « Abbaye Saint-Pierre de Montier-la-Celle (16..-1770) (16.. - 1770) - Organisation - Ressources de la Bibliothèque nationale de France », sur data.bnf.fr (consulté le 19 août 2020).
3. ↑  (en) « Archbishop René Mornay de Montchevreuil [Catholic-Hierarchy] », sur catholic-hierarchy.org (consulté le 6 octobre 2023).